# Арктичні народи
Аркти́чні наро́ди — умовна назва групи народів приполярної зони Північної півкулі.  До них відносять народи Північної Азії — чукчі, коряки, юкагіри, чуванці, ітельмени, Північної Америки — ескімоси й алеути та, зрідка, районів європейської та азійської тундри й тайги.
Термін цей не дуже вдалий, бо він об'єднує за однією географічною ознакою народи, які різняться між собою походженням, мовою, заняттями і культурою.

## Список
Нижче наведено список народів Арктики, згрупований за етнолінгвістичною ознакою. У дужках вказані головні регіони, де вони проживають.
- Чукотсько-камчатські народи
  - Коряки (Камчатський край, Росія)
  - Чукчі (Чукотський автономний округ, Росія)
- Тунгусо-маньчжурські народи
  - Евенки (Китай (Внутрішня Монголія, Хейлунцзян), Монголія, Росія (Якутія, Красноярський край (Евенкійський район), Хабаровський край, Бурятія))
  - Евени, (Росія (Магаданська область, Камчатський край, Саха))
- Тюрки
  - Долгани (Росія, Красноярський край, Таймирський Долгано-Ненецький район)
  - Якути (Росія, Якутія)
- Ескімосько-Алеутські народи
  - Ескімоси
    - Юпікські народи (США (Аляска), Росія (Чукотка))
      - Алутіїк (Аляска)
      - Юпікі центральної Аляски
      - Юїти (Чукотка)

    - Інуїти (Гренландія, Північна Канада (Нунавут, Північно-західні території, Юкон), США (Аляска))
      - Калаалліти[en] (Гренландія)
      - Інупіати (північ і північний захід Аляски)

  - Алеути (Алеутські острови, Аляска, США та Командорські острови, Камчатський край, Росія)
- Уральські народи
  - Угри (Росія Ханти-Мансійський автономний округ — Югра, Ямало-Ненецький автономний округ)
    - Ханти (Росія Ханти-Мансійський автономний округ — Югра, Ямало-Ненецький автономний округ)
    - Мансі (Росія Ханти-Мансійський автономний округ — Югра)

  - Перм'яни
    - Комі (Республіка Комі та Пермський край)
    - Саами (Північна Норвегія, Північна Швеція, Північна Фінляндія, Росія (Мурманська область))

  - Фіни[en]
    - Фіни, Фінляндія
    - Карели, Фінляндія та Росія

  - Самоїди
    - Ненці (Росія (Ханти-Мансійський автономний округ - Югра та Ямало-Ненецький автономний округ, Ненецький автономний округ, Красноярський край (Таймирський Долгано-Ненецький район))
    - Енці (Росія Таймирський Долгано-Ненецький район)
    - Нганасани (Росія Таймирський Долгано-Ненецький район)
    - Селькупи (Росія Тюменська область (Ямало-Ненецький автономний округ), Томська область)
- Юкагіри (Росія Якутія)
- Індоєвропейці
  - Германці
    - Ісландці (Ісландія)
    - Норвежці (Норвегія)

  - Слов'яни
    - Росіяни (Росія)